# Buschhausen (Heiden)
Buschhausen ist ein Weiler in der Bauerschaft Leblich südlich der Gemeinde Heiden im Münsterland, Westfalen.

## Geographie

### Geographische Lage
Der Weiler Buschhausen liegt in den Feldern südlich des Dorfes Heiden und knapp nördlich des Waldgebiets Reker Feld im Naturpark Hohe Mark in der Westfälischen Bucht. Rund um Buschhausen erstreckt sich die Streusiedlung Leblich, zu der es gehört.

### Nachbarorte
| Straßendorf Heiden an der Bahnhofstraße (zu Heiden) | Gemeinde Heiden         |                            |
| Dorf Marbeck (zu Borken)                            | Kompass                 | Weiler Leblich (zu Heiden) |
| Gemeinde Raesfeld                                   | Dorf Rhade (zu Dorsten) | Dorf Lembeck (zu Dorsten)  |